# 325

## Události
- 20. května – 25. července zasedá v Nikaji první nikajský koncil – první ekumenický koncil církve se usnesl na nikajském vyznání víry a způsobu výpočtu data Velikonoc.
- V Římské říši jsou zakázány gladiátorské zápasy.
- V Římě se stává prefektem města křesťan Acilius.
- V Nazaretě je zbudován kostel Narození.

## Úmrtí
- Pravděpodobný rok úmrtí křesťanského řečníka a spisovatele Lactantia.

## Hlavy států
- Papež – Silvestr I. (314–335)
- Římská říše – Constantinus I. (306–337)
- Perská říše – Šápúr II. (309–379)
- Kušánská říše – Šaka (305–335)
- Čína – Jin Cheng Di nastupuje na trůn po Jin Ming Di jako čínský císař.